# Basalia
Basalia là một chi bướm đêm thuộc họ Erebidae.

## Các loài
- Basalia nilgiroides Fibiger, 2008
- Basalia serius Fibiger, 2008
- Basalia cucullatelloides Fibiger, 2008
- Basalia melanosticta (Hampson, 1907)